# Parafia św. Rozalii w Skorzeszycach
Parafia św. Rozalii w Skorzeszycach – parafia rzymskokatolicka, znajdująca się w diecezji kieleckiej, w dekanacie daleszyckim.